# Husby, Svärta
Husby är en herrgård i Svärta socken, Nyköpings kommun.
Husby omtalas i dokument första gången 1381 då Jöns Eriksson (hjorthorn) som var präst i Runtuna socken, sålde södra delen av Husby om 3 öresland till biskop Tord i Strängnäs, som han var skyldig pengar. 1491 ogiltigförklarades på ett räfsteting ett jordbyte mellan prelaten Ulf Anundsson i Strängnäs och Sven Kanna, som bland annat omfattade 2 öresland jord i Husby, de det innebar att skattejord blivit frälse i samband med bytet. I skattelängderna under 1500-talet upptas Husby som ett mantal kronojord (först 5 öresland, från 1573 4 öresland) och två mantal frälse (från 1559 ett mantal). Frälsejorden anges tillhörig Ulf Henriksson (Snakenborg). Frälsegårdarna låg under 1500-talet och åtminstone fram till 1637 under Fyllingarum i Hammarkinds härad, men i slutet av 1600-talet lydde de under Breviksnäs, och hade via Jöns Snakenborg ärvts av hans svärson Hans Drake. Han sålde före 1643 gården till Måns Silfverhielm, som dog 1644 men ännu 1657 upptas i jordeböckerna som före detta ägare. Senare tillhörde Husby Erik Gyllenstiernas änka Beata von Yxkull. Husby ärvdes sedan av sonen Gustaf Gyllenstierna, död ogift 1672, varpå hans arvingar sålde Husby till Nils Nilsson Tungel, vars dotter Christina Tungel (död 1715), lät upprätta ett säteri vid Husby, vilket omtalas första gången 1679. Husby beskrivs 1685 som "slätt bebyggt", men tillräckligt för ett mindre säteri och Christina Tungel bodde själv, både före och sitt äktenskap 1683 med Erik Planting-Gyllenbåda (död 1690). Nils Tungel hade även 1639 köpt kronogårdarna i Husby, och de underlades nu säteriet. De drogs in till kronan igen 1691 och anslogs som kavallerihemman, men mot skyldighet att upprätthålla rusttjänsten återfick släkten gårdarna. 1717 kom Husby genom byte till ätten von Berchner och lades under Norshammars bruk. Under denna tid lades gårdarna Klavesta och Klavsäter under Husby. I början av 1800-talet kom Husby till ätten Trolle-Löwen på Sjösa och i slutet av 1800-talet till släkten Falkenberg, vilken i början av 1900-talet sålde Husby till godsägaren Ferdinand Fröberg. Arrendet övertogs 1928 av Karl Husberg som 1936 köpte gården.
Nuvarande huvudbyggnad uppfördes under 1700-talet, flyglar med arbetarbostäder uppfördes 1912.